# عملية زيكوكيت ب
عملية زيكوكيت ب (بالعبرية: מבצע זיקוקית ב، عملية الألعاب النارية ب) هي غارة جوية نفذتها القوات الجوية الإسرائيلية حرب الاستنزاف في ميناء الغردقة بمصر يوم 6 فبراير 1970 وجاءت رداً على تكرار هجمات الضفادع البشرية المصرية على السفن الإسرائيلية في ميناء إيلات. وقد غرق أثناء الهجوم كاسحة ألغام بحرية فئة-43 تابعة للبحرية المصرية.

## خلفية تاريخية

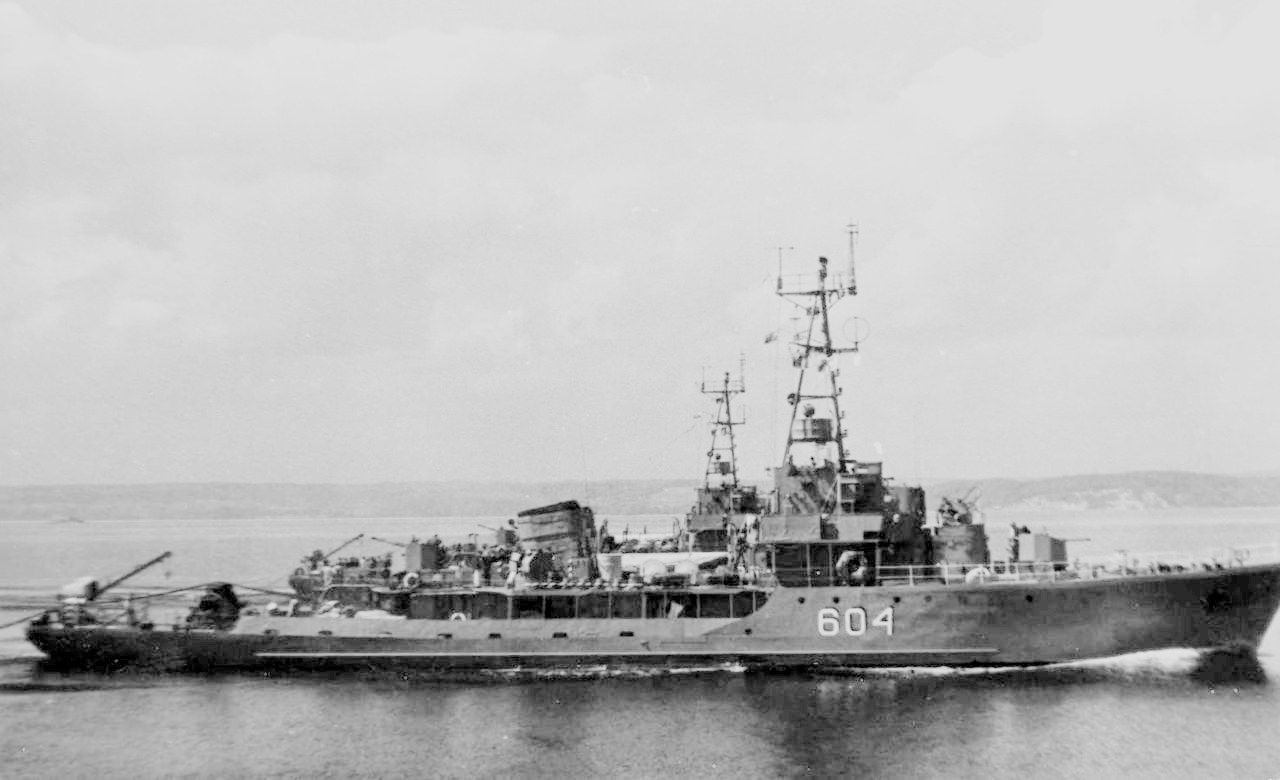
كاسحة ألغام فئة تي-43

في 5 فبراير 1970، تسللت عناصر من الضفادع البشرية المصرية من العقبة إلى ميناء إيلات وألصقوا ألغام بحرية بسفينتين إسرائيليتين راسيتين في الميناء ثم عادوا إلى العقبة. كانت نتيجة انفجار الألغام، غرق سفينة نقل وتضرر سفينة إنزال بحري تابعتان للبحرية الإسرائيلية.
جاء الهجوم المصري نتيجة تنسيق مع الأردن، التي وافقت على أن يخرج الهجوم من أراضيها. ورداً على ذلك، قررت إسرائيل استهداف السفن المصرية في ميناء الغردقة الواقع على البحر الأحمر.

## العملية
في اليوم التالي للهجوم المصري، 6 فبراير 1970، وحسب الرواية الإسرائيلية، حلقت 18 طائرة سكاي هوك هجومية إسرائيلية من أسراب 102 و109 و115 فوق ميناء الغردقة. وكانت مزودة بقنابل متعددة الأغراض وبصواريخ. انقسمت الطائرات إلى أزواج بحيث يصل الزوج الواحد تلو الآخر إلى الميناء فوق سفن البحرية المصرية. وقد رصد الزوج الأول كاسحة الألغام البحرية (المنيا) وهي كاسحة ألغام فئة تي-43 راسية بالميناء فذهب لمهاجمتها. لكن القنابل سقطت في البحر بالقرب منها ولم تلحق بها أضرار. وكذلك فعل الزوج الثاني وأصابت إحدى القنابل هيكل الكاسحة وألحقت به أضراراً، لكنها لم تغرق. وبدأت الكاسحة المصابة بالتحرك والاستتار عند سفينة مدنية كانت على مقربة، مما منع الزوج التالي من قصفها. وصلت الأزواج التالية كما هو مخطط فوق الميناء ولكنهم امتنعوا عن مهاجمة السفينة وأجروا دوريات انتظار ومراقبة لتحديد السفن العسكرية الأخرى فوق ميناء الغردقة وميناء سفاجا القريب. وبعد بضع دقائق، بدا أن قائد الكاسحة توقف عن محاولة التسلل خارج المرفأ. وعند هذه النقطة، بعد أن ابتعد عن السفينة المدنية، هوجمت الكاسحة بأربعة أزواج سكاي هوك مرة أخرى بالقنابل ولكن لم تتمكن من إصابتها. وفي النهاية تمكن آخر ثلاثة أزواج من الطائرات التي وصلت إلى الميناء من إصابة الكاسحة بعدة ضربات جسيمة، وبينما كانت تحلق مبتعدة، كانت الكاسحة تميل على جانبها وتغرق.
وبالإضافة إلى طائرات سكاي هوك، كان هناك ثلاث طائرات ميراج إسرائيلية لحمايتها من الطائرات الاعتراضية المصرية. ومع ذلك وأثناء الهجوم، لم تعترض القوات الجوية المصرية الطائرات المغيرة.

## نتيجة الهجوم
غرقت كاسحة ألغام وقُتل حوالي 80 جندياً مصرياً وفقاً للمصادر الإسرائيلية بينما تذكر المصادر المصرية خسارة ضابط وأربعة جنود خلال الغارة. في حين لم يصب الطيران الإسرائيلي بأي خسائر.

## للمزيد من القراءة
- רוח רפאים מעל קהיר חלק ב' - חיל האוויר הישראלי במלחמת ההתשה (1967-1970), דני שלום עמ' 645

## وصلات خارجية
מקשת מצרית טובעה בים סוף, מעריב, 8 בפברואר 1970